# LaMelo Ball
LaMelo LaFrance Ball (ur. 22 sierpnia 2001 w Chino Hills) – amerykański koszykarz, występujący na pozycji rozgrywającego, obecnie zawodnik Charlotte Hornets.
Został najmłodszym amerykańskim koszykarzem, który rozegrał mecz w profesjonalnej lidze, w wieku szesnastu lat.
Jego ojcem jest LaVar Ball, twórca marki Big Baller Brand (BBB). Jego najstarszy brat Lonzo gra w NBA, drugi LiAngelo jest także koszykarzem.

## Osiągnięcia
Stan na 24 lutego 2022, na podstawie, o ile nie zaznaczono inaczej.
NBA
- Debiutant roku NBA (2021)[6]
- Uczestnik:
  - meczu gwiazd NBA (2022[a])
  - miniturnieju Clorox Rising Stars (2022)[8]
- Zaliczony do I składu debiutantów NBA (2021)[9]

Drużynowe
- Mistrz Junior Basketball Association (JBA – 2018)

Indywidualne
- Debiutant roku australijskiej ligi NBL (2020)
- Uczestnik meczu gwiazd JBA (2018)